# تپه مرغملک
تپه مرغملک، مربوط به سدهٔ ۵ تا ۸ هجری قمری است و در شهرستان شهرکرد و روستای مرغملک واقع شده است. این اثر در تاریخ ۱۳ آبان ۱۳۸۶ با شمارهٔ ثبت ۱۹۸۰۱ به‌عنوان یکی از آثار ملی ایران به ثبت رسیده است.